# Parti démocratique bosniaque du Sandžak
Le Parti démocratique bosniaque du Sandžak (en bosniaque : Bošnjačka demokratska stranka Sandžaka ; en serbe cyrillique : Бошњачка демократска странка Санџака et Bošnjačka demokratska stranka Sandžaka) est un parti politique de la région du Sandžak, en Serbie. Fondé en 1996, il est présidé par Esad Džudžević. Il a son siège à Novi Pazar.
Aux élections législatives de Serbie-Monténégro, qui ont eu lieu le 28 décembre 2003, le parti a obtenu un siège en faisant liste commune avec le Parti démocratique. Aux élections législatives serbes de 2007, il faisait partie de la coalition Liste pour le Sandžak, conduite par Sulejman Ugljanin, et il a remporté un siège au Parlement de Serbie.